# Thomas Dutronc
Thomas Dutronc (Parigi, 16 giugno 1973) è un cantante, chitarrista e attore francese.

## Biografia
Sua madre era la cantante, compositrice e chitarrista Françoise Hardy; suo padre è il cantante, compositore, chitarrista e attore cinematografico Jacques Dutronc.
Frequentò il collège Sévigné nel quartiere del Val-de-Grâce, nel 5° arrondissement di Parigi. Dopo aver conseguito il bac C con la menzione “abbastanza bene” a diciassette anni al lycée Sévigné, ottenne un DEUG in arti plastiche, opzione cinema; in quell’occasione incontrò David Chiron e Arnaud Garoux.
Inizialmente appassionato di fotografia, scoprì poi la musica di Django Reinhardt, che lo spinse a imparare a suonare la chitarra a diciotto anni. Dopo essersi esercitato con i migliori musicisti di jazz manouche, proprio nel cuore del mercato delle pulci di Saint-Ouen, si lanciò abbastanza rapidamente in una carriera da musicista.
La sua carriera musicale è stata caratterizzata da numerosi riconoscimenti, tra cui 5 dischi di platino e un disco d'oro.

## Discografia
- 2007 : Comme un manouche sans guitare
- 2011 : Silence on tourne, on tourne en rond
- 2015 : Éternels, jusqu'à demain
- 2020 : Frenchy

## Filmografia
- Le Derrière, regia di Valérie Lemercier (1999)
- Confession d'un dragueur, regia di Alain Soral (2001)
- Hénaut President, regia di Michel Muller (2012)
- La nuora ideale, regia di Méliane Marcaggi (2020)

## Riconoscimenti
- 2008 : Globe de Cristal al migliore attore
- 2008 : Grand Prix de l’Union nationale des auteurs et compositeurs (UNAC), per la canzone: J'aime plus Paris
- 2008 : Prix Raoul-Breton[2]